# 西平田村
西平田村（にしひらたむら）は、かつて山形県飽海郡にあった村。

## 沿革
- 1889年（明治22年）4月1日 - 町村制施行に伴い飽海郡大町村、遊摺部村、大宮村が合併し、西平田村が発足。
- 1918年（大正7年）8月1日 - 鵜渡川原村、中平田村、北平田村との境界変更[1]。
- 1941年（昭和16年）4月1日 - 一部が中平田村に、その他が酒田市に編入され消滅[2]。